# Q'Viva! The Chosen
¡Q'Viva!: The Chosen, ou simplesmente  Q'Viva, é um reality show norte-americano que estreou a 28 de Janeiro de 2012 nos Estados Unidos, na sua versão espanhola, na Univision. Com uma hora de duração, a sua versão inglesa estreou na FOX a 3 de Março de 2012. 